# Cambio isotópico
El cambio isotópico (también llamado cambio de isótopos) es el cambio en varias formas de espectroscopia que ocurre cuando un isótopo nuclear es reemplazado por otro. 

## Espectro atómico
Los cambios de isótopos en los espectros atómicos son diferencias mínimas entre los niveles de energía electrónica de diferentes isótopos del mismo elemento. Hoy son el foco de multitud de esfuerzos teóricos y experimentales debido a su importancia para la física atómica y nuclear. Si los espectros atómicos también tienen una estructura hiperfina, el desplazamiento se refiere al centro de gravedad de los espectros. 
Desde la perspectiva de la física nuclear, los cambios de isótopos combinan diferentes sondas de física atómica precisas para estudiar la estructura nuclear, y su uso principal es la determinación independiente del modelo nuclear de las diferencias de radios de carga. 
Hay dos efectos que contribuyen a este cambio: 
- La diferencia de masa (desplazamiento de masa), que domina el desplazamiento de isótopos de los elementos ligeros.[1] Tradicionalmente se divide en un desplazamiento de masa normal (NMS) resultante del cambio en la masa electrónica reducida y un desplazamiento de masa específico (SMS) que está presente en átomos e iones de múltiples electrones. El NMS es un efecto puramente cinemático.[2] El efecto del cambio de masa específico fue observado por primera vez en el espectro de isótopos de neón.[3]
- La diferencia de volumen (desplazamiento de campo), que domina el desplazamiento isotópico de elementos pesados. Esta diferencia induce un cambio en la distribución de la carga eléctrica del núcleo.[4][5][6] Adoptando una imagen simplificada, el cambio en un nivel de energía resultante de la diferencia de volumen es proporcional al cambio en la densidad de probabilidad total de electrones en el origen multiplicado por la diferencia de radio de carga cuadrático medio.

## Espectroscopia de RMN
En la espectroscopia de RMN, los efectos isotópicos sobre los cambios químicos son típicamente pequeños, mucho menos de 1 ppm, la unidad típica para medir los cambios. Las señales de 1
H NMR para 1
H
2  y 1
H 2
H ("HD") se distinguen fácilmente en términos de sus desplazamientos químicos. La asimetría de la señal para la impureza "protio" en CD
2Cl
2 surge de los diferentes cambios químicos de CDHCl

Espectro de H RMN de una solución de HD (marcado con barras rojas) y H _{2} (barra azul). El triplete 1:1:1 surge del acoplamiento del núcleo ^{1}H (I = 1/2) al núcleo ^{2}H (I = 1).

2 y CH
2Cl
2. 

## Espectros vibracionales
Los cambios isotópicos son los más conocidos y más utilizados en la espectroscopia de vibración donde los cambios son grandes, siendo proporcionales a la relación de la raíz cuadrada de las masas isotópicas. En el caso del hidrógeno, el "desplazamiento HD" es (1/2) 1/2 o 1/1,41. Por lo tanto, la vibración C-H (totalmente simétrica) para CH4 y CD
4 ocurren en 2917 cm−1 y 2109 cm−1, respectivamente. Este cambio refleja la masa reducida diferente de los enlaces afectados. 